# Thomas Brennicke
Thomas Brennicke (* 1. November 1946 in München; † 3. Dezember 2007 ebenda) war ein deutscher Musikredakteur und Rundfunkmoderator. Als langjähriger Präsentator der Hitparadensendung Die Schlager der Woche und der Deutschen Schlagerparade prägte er das Gesicht der Hörfunkwellen Bayern 3 und Bayern 1 des Bayerischen Rundfunks (BR). Von 1991 bis zu seinem Tod war er beim BR Abteilungsleiter für „Leichte Musik“.

## Werdegang
Thomas Brennicke wuchs in München auf und besuchte dort ein humanistisches Gymnasium. Nach dem Abitur und dem Bestehen der Schauspielprüfung im gleichen Jahr studierte er Germanistik, Musik- und Theaterwissenschaft. Es folgten erste Engagements als Regieassistent, Schauspieler und Spielleiter am Münchener Staatstheater am Gärtnerplatz und an der Deutschen Oper in Berlin. Daneben besaß er eine musikalische Ausbildung in Querflöte, Klavier, Schlagzeug und klassischem Gesang.
Mit drei Jahren saß Brennicke für den Kinderfunk zum ersten Mal in einem Hörfunkstudio. 1966 kam Brennicke zum Bayerischen Rundfunk und war dort zunächst als Sprecher tätig. 1974 wurde er als Musikredakteur und Moderator angestellt. In den Hörfunkprogrammen Bayern 1 und Bayern 3 übernahm er 1975 die Präsentation der Hitparadensendungen Die deutsche Schlagerparade und Die Schlager der Woche und avancierte damit zu einer der prägenden Stimmen des Senders. Als besonderes Moderationsmerkmal gilt, dass Brennicke es vermied, die Musik mit Moderationen zu überlappen. Somit konnten die Hörer ausschließlich die Musik mitschneiden. Als Redakteur antizipierte er Trends und gilt als Entdecker von Fredl Fesl, Konstantin Wecker und Gianna Nannini.
1991 übernahm er beim BR die Abteilung „Leichte Musik“ und zog sich 1992 im Zuge einer Neukonzeption der Welle aus dem Programm von Bayern 3 zurück. Später übernahm er die Leitung des DAB-Radios Bayern mobil und moderierte auf Bayern 2 die Sendung Phono-Shop.
Seine Eltern waren der Regisseur, Schauspieler und Autor Helmut Brennicke und die Schauspielerin Rosemarie Lang. Sein Bruder Michael Brennicke und dessen Adoptivtochter Nadeshda Brennicke erlernten ebenfalls das Schauspielfach.
Brennicke heiratete 1971 Sylvia Kloss. Er starb im Dezember 2007 nach kurzer schwerer Krankheit im Alter von 61 Jahren. Seine Urnengrabstätte befindet sich in Dießen am Ammersee auf dem Gemeindefriedhof Riederau.

## Schriften
- Hitmacher & Mitmacher. Streifzüge durch den Popmusik-Dschungel (dtv-junior). Deutscher Taschenbuch-Verlag, München 1982, ISBN 3-423-07476-0.
- als Übersetzer: Die schöne Helena. 1970.

## Auszeichnungen
- 2003: Medienpreis Rundfunk der Arbeitsgemeinschaft deutscher Schlager und Volksmusik e. V. (ADS)